# Зоряне (село, Пологівський район)
Зо́ряне — село в Україні, у Розівській селищній громаді Пологівського району Запорізької області. Населення становить 383 осіб.
Село тимчасово окуповане російськими військами 24 лютого 2022 року в ході російсько-української війни.

## Географія
Село Зоряне розташоване над буєраком Сасахулаг, правій притоці річки Сухі Яли. Примикає до селища Розівка та села Малий Вердер. По селу протікає пересихаючий струмок з загатою. Поруч проходить залізниця, станція Розівка (за 1 км).

## Історія
Поселення Зоряне засноване у 1788 році, як німецька колонія поселенців № 7, «Rosenberg» (Розенберг)  на площі у 1456 десятин землі за 155 км на південний схід від Запоріжжя німецькими переселенцями (26 сімей) із Західної Пруссії (райони Данциґа (Marienburg) і Ельблонга (нім. Elbing)).
За даними 1859 року у Розенберзі було 16 подвір'їв, 144 мешканця..
1904 року біля Розенбергу була побудована залізнична станція Розенберг, що згодом перейменована на Розівку. Згодом селище Розівка отримала назву за однойменною залізничною станцією.
5 квітня 2018 року Кузнецівська сільська рада, в ході децентралізації, об'єднана з Розівською селищною громадою.
12 червня 2020 року, відповідно до розпорядження Кабінету Міністрів України № 713-р «Про визначення адміністративних центрів та затвердження територій територіальних громад Запорізької області», увійшло до складу Розівської селищної громади.
19 липня 2020 року, в результаті адміністративно-територіальної реформи та ліквідації Розівського району, село увійшло до складу Пологівського району.